# Бітліс (провінція)
Бітлі́с (тур. Bitlis) — провінція на сході Туреччини. Площа 8 413 км². Населення 413 446 чоловік (2007). Адміністративний центр — місто Бітліс. 